# 曹豹
曹 豹（そう ひょう、? - 196年）は、中国後漢末期の武将。豹は慣例として呉音で「ひょう」と読む（日本では動物のヒョウにこの字を当てる場合がある）。本来漢音で読むなら「ほう」で、これに従い「そうほう」とルビをふっている本もある。

## 略歴
陶謙配下の重臣。下邳相の地位にあった。曹操が陶謙を攻めた時、将軍となって曹操軍と戦ったが敗退している。陶謙の死後、劉備の家臣となった。
劉備が袁術討伐のために徐州を留守にすると、呂布に寝返った。『三国志』の注に引く『英雄記』には二説を載せている。一つは呂布伝の注で、「下邳の留守番をしていた張飛と曹豹が喧嘩し、曹豹が張飛に殺された。そのため城中が混乱し、許耽が呂布に内通を願い出た。そこで呂布は進撃し、張飛を破って下邳を奪った」というもの。もう一つは先主（劉備）伝の注で、「張飛が曹豹を殺そうとしたため、曹豹の軍勢は陣営を固めて守備しつつ、人をやって呂布を招き寄せた。そこで呂布は進撃し、張飛を破って下邳を奪った」というもの。『三国志』本文及び先主伝の注に従えば曹豹は生きており、呂布伝の注に従えば曹豹は殺されたことになる。どちらが正しいかはっきりしない。また、その後の記述は見当たらない。

## 三国志演義
小説『三国志演義』では、娘が呂布の側室となっている。張飛と仲が悪く、常に対立しているように描かれている。劉備が袁術討伐のため徐州を留守にすると、張飛と共に留守居役を務めたが、張飛の飲酒を諫めたため鞭打たれる。このため、このままでは張飛に殺されてしまうのではと恐れ、当時劉備を頼っていた呂布に応援を頼んでいる。しかし曹豹は、呂布の応援が来る直前に逃走した張飛を追撃し、張飛の返り討ちにあって人馬もろとも殺されてしまう。
『三国志平話』では、呂布と一騎討ちをして捕らえられてしまう話がある。
コーエーテクモゲームスの三国志シリーズでは、能力が極めて低く（ただし、武官のため武力だけはそれなりにある）、特に初期のシリーズでは全武将の中で総合的に最低値であった。このため、かえってネタにされることが多く、人気があった。かつて光栄が出版していた雑誌「光栄ゲームパラダイス」「光栄歴史パラダイス」にて、カルト的な人気を博した。